# Ordine del duca Branimir
L'Ordine del Duca Branimir è un'onorificenza statale della Repubblica di Croazia, che occupa il sesto posto nell'ordine di precedenza delle varie onorificenze.

## Storia
L'Ordine è stato fondato il 10 marzo 1995 ed è dedicato a Branimir di Croazia

## Classi
L'Ordine dispone dell'unica classe di Cavaliere/Dama di Gran Croce.

## Assegnazione
L'Ordine viene concesso ai croati ed agli stranieri a livello ministeriale che abbiano saputo contribuire alla realizzazione ed al mantenimento dell'unità nazionale croata, nonché alla sua reputazione nel mondo ed alla crescita nello sviluppo delle relazioni internazionali tra Croazia ed altri stati.

## Insegne
- La medaglia dell'Ordine ha forma di triangolo argenteo con decorazioni interne. Nella parte inferiore sul bordo argentato si trova la scritta "BRANIMIR" che indica appunto il dedicatario dell'Ordine.
- Il nastro è scaccato di rosso e bianco a riprendere lo stemma nazionale croato.